# FC Kuressaare
Maillots
Actualités
Dernière mise à jour : 14 juin 2025.
Le FC Kuressaare est un club estonien de football basé à Kuressaare.

## Historique
- 1997 : fondation du club

## Palmarès
- Championnat d'Estonie de football D2
  - Troisième : 2017
- Championnat d'Estonie de football D3
  - Champion : 2016

## Anciens joueurs
- Marek Lemsalu
- Tarmo Neemelo